# Enrique Villoria
Enrique Villoria Martínez (1937-2018) fue un político y economista español, concejal del Ayuntamiento de Madrid y procurador en Cortes durante la dictadura franquista. Prolongó su cargo de concejal durante el período democrático posterior en las filas de Alianza Popular y del Partido Popular.

## Biografía

### Primeros años
Nació en Madrid en 1937. Licenciado en Ciencias Políticas y Económicas, fue secretario del Consejo del Sindicato Español Universitario (SEU).

### Concejal y procurador durante la dictadura y la transición
Villoria, que se convirtió en concejal del Ayuntamiento de Madrid en 1970, un año más tarde, en 1971, también devino en procurador de las Cortes franquistas en representación del tercio familiar, detentando este último cargo hasta 1977. Fue líder de la asociación ultrafranquista Unidad Popular Democrática, que acordó integrarse en la Unión del Pueblo Español (UDPE) en octubre de 1975. Fue también promotor del Partido Conservador Español (PCE), fundado en 1977.
En 1979, tras el acceso de Luis María Huete a la alcaldía, desempeñó brevemente el cargo de primer teniente de alcalde que estaba vacante. No fue candidato en las elecciones municipales democráticas de abril de 1979.

### Retorno al Ayuntamiento
Candidato número 3 de la lista de la coalición electoral de Alianza Popular con el Partido Demócrata Popular y la Unión Liberal para las elecciones municipales de 1983, resultó elegido y volvió al pleno del ayuntamiento de la capital de España.
Fue vicepresidente provincial de Alianza Popular.
Al frente del Área de Obras e Infraestructuras del consistorio madrileño desde 1989 —año marcado por la llegada de Agustín Rodríguez Sahagún a la alcaldía—, fue promotor de un gran número de túneles en la ciudad.
Comunicó su dimisión como concejal a José María Álvarez del Manzano en marzo de 1999 a falta de unos meses para las elecciones municipales de 1999 tras darse a conocer en la prensa su cargo al frente de una empresa distribuidora de alimentos, con clientes que también fueron contratistas de la sociedad Campo de las Naciones, que también dirigía Villoria.
Falleció el 6 de abril de 2018 en su ciudad natal.